# Мехикали
Мехикали (шп. Mexicali; ИПА mexiˈkali) је град у Мексику у савезној држави Доња Калифорнија. Према процени из 2005. у граду је живело 653.046 становника.

## Становништво
Према подацима са пописа становништва из 2010. године, град је имао 689.775 становника.
| 1990.   | 1995.   | 2000.   | 2005.   | 2010.   |
| ------- | ------- | ------- | ------- | ------- |
| 438.377 | 505.016 | 549.873 | 653.046 | 689.775 |